# E, der scharlachrote Buchstabe
E, der scharlachrote Buchstabe ist ein deutsches Stummfilmdrama aus dem Jahre 1917 von Emerich Hanus mit Martha Novelly und Werner Krauß in den Hauptrollen. Er wurde frei frei nach der Romanvorlage Der scharlachrote Buchstabe von Nathaniel Hawthorne gedreht.

## Handlung
Anders als die Handlung des Romans zieht sich diese filmische Adaption der Hawthorne-Geschichte von Mittelalter bis in die Neuzeit hin. Auch hier steht im Mittelpunkt eine von der Dorfgemeinschaft geächtete Frau, die wegen einer angeblichen Schandtat dazu verdammt wird, einen scharlachroten Buchstaben, hier jedoch ein „E“ für "Ehebrecherin" (im Roman ist es ein „A“ für "Adultery") auf der Brust tragen muss. Sie wird von den Männern begehrt, weist aber ihren hartnäckigsten Verehrer, einen verkrüppelten Kupferstecher, vehement ab.

## Produktionsnotizen
E, der scharlachrote Buchstabe passierte die Filmzensur im Oktober 1917 und wurde im selben Monat im Rahmen einer Pressevorführung in Düsseldorf erstmals vorgestellt. Zu dieser Zeit besaß der Fünfakter eine Länge von 1858 Metern. Nach einer Neuzensurierung wurde E, der scharlachrote Buchstabe auf 1724 Meter heruntergekürzt.

## Kritik
„Die Handlung ist ungemein interessant und spannend… Die Regie, die Emerich Hanus besorgte, schuf Bilder von intimem Reiz und seltener Schönheit. In der weiblichen Hauptrolle errang Martha Novelly einen sensationellen Erfolg. Der Liebreiz ihrer Erscheinung, ihr anmutiges Spiel, ihre edlen Gesten schaffen ihr von Film zu Film neue Bewunderer. (…) Werner Kraus, der den verkrüppelten, von ihr zurückgewiesenen Kupferstecher gab, bot eine glänzende Charakterstudie… Dieser Film darf als ein Kunstwerk bezeichnet werden…“